# (3353) Jarvis
(3353) Jarvis es un asteroide que forma parte del cinturón interior de asteroides y fue descubierto por Edward L. G. Bowell el 20 de diciembre de 1981 desde la Estación Anderson Mesa, en Flagstaff, Estados Unidos.

## Designación y nombre
Jarvis se designó inicialmente como 1981 YC.
Posteriormente, en 1986, fue nombrado en honor del astronauta estadounidense Gregory Jarvis (1944-1986), fallecido en el accidente del Challenger.

## Características orbitales
Jarvis orbita a una distancia media de 1,863 ua del Sol, pudiendo alejarse hasta 2,021 ua y acercarse hasta 1,705 ua. Tiene una excentricidad de 0,08489 y una inclinación orbital de 21,81 grados. Emplea en completar una órbita alrededor del Sol 928,6 días.
Jarvis pertenece al grupo asteroidal de Hungaria.

## Características físicas
La magnitud absoluta de Jarvis es 13,6.